# 메이 매커보이

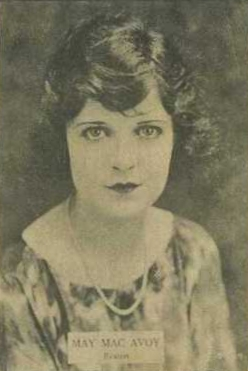

메이 매커보이(영어: May McAvoy, 1899년 9월 8일 ~ 1984년 4월 26일)는 무성 영화에 주로 출연했던 미국의 배우이다. 1925년작 《벤허》에서 에스더 역을, 《재즈 싱어》에서 메리 데일 역으로 출연했다.
뉴욕에서 태어났으며 셔먼오크스에서 사망하였다. 사인은 심근 경색이다.

## 영화
- 독수리의 날개 (1957년)
- 이그젝티브 쉬트 (1954년)
- 럭셔리 라이너 (1948년)
- 자매와 수병 (1944년)
- 투 걸즈 온 브로드웨이 (1940년)
- 팬텀 라이더스 (1940년)
- 재즈 싱어 (1927년)
- 더 로드 투 글로리 (1926년)
- 벤허 (1925년)
- 원더미어 부인의 부채 (1925년) - 윈더미어 부인 역